# مجموعه الف برکه‌های کووه‌ای ۲
مجموعه الف برکه‌های کووه‌ای ۲ مربوط به دوره پهلوی است و در شهرستان قشم، بخش مرکزی، روستای کووه‌ای واقع شده و این اثر در تاریخ ۲۷ مرداد ۱۳۸۲ با شمارهٔ ثبت ۹۵۵۱ به‌عنوان یکی از آثار ملی ایران به ثبت رسیده است.